# Fabian Brännström
Fabian Brännström (* 1. August 1974 in Berlin) ist ein ehemaliger deutscher Eishockeyspieler, der für die Berlin Capitals, Adler Mannheim und DEG Metro Stars in der Deutschen Eishockey Liga spielte. Seit dem Jahr 2020 ist er Professor für Brandtechnologie und Brandschutzingenieurwesen an der Bergischen Universität Wuppertal.

## Karriere
Der 1,79 m große Stürmer begann seine Karriere 1992 beim BSC Preussen in der 1. Bundesliga, auch nach Gründung der DEL gehörte er zum Kader deren Nachfolgeclubs, den Preussen Devils und den Berlin Capitals.
Zur Saison 1998/99 wechselte Brannström in die Bundesliga, die damals zweithöchste Spielklasse, zur Düsseldorfer EG, die sich im Jahr zuvor aus wirtschaftlichen Gründen aus der DEL zurückgezogen hatte. Nach dem Wiederaufstieg der DEG in die DEL zwei Jahre später kehrte der Linksschütze zu den Berlin Capitals zurück, über die Adler Mannheim gelangte er zur Saison 2002/03 wieder zu den inzwischen umbenannten DEG Metro Stars, für die er bis zu seinem Wechsel nach Bietigheim-Bissingen zur Saison 2006/07 auf dem Eis stand.

## Karrierestatistik
(Legende zur Spielerstatistik: Sp oder GP = absolvierte Spiele; T oder G = erzielte Tore; V oder A = erzielte Assists; Pkt oder Pts = erzielte Scorerpunkte; SM oder PIM = erhaltene Strafminuten; +/− = Plus/Minus-Bilanz; PP = erzielte Überzahltore; SH = erzielte Unterzahltore; GW = erzielte Siegtore; 1 Play-downs/Relegation; Kursiv: Statistik nicht vollständig)